# Григорович-Барский, Дмитрий Николаевич
Дми́трий Никола́евич Григоро́вич-Ба́рский (17 апреля 1871, Российская империя — 11 января 1958, Чикаго, США) — российский адвокат (присяжный поверенный), судебный, общественный и политический деятель.

## Биография
Сын потомственного почетного гражданина, купца Николая Александровича Григоровича-Барского. Потомок знаменитого киевского зодчего Ивана Григорьевича Григоровича-Барского.
Братья:
- Павел (03.03.1865)
- Сергей (27.03.1868—1942) — полковник, умер в эмиграции.

Родился 27 апреля 1871 года. Окончил Киевскую 4-ю гимназию (1892) и юридический факультет Университета Св. Владимира. Работал следователем, адвокатом. Получил известность в качестве одного из защитников в деле Бейлиса в 1913 году. С 1916 — председатель вновь образованного Совета присяжных поверенных Киевской окружной судебной палаты, старший председатель Киевской судебной палаты с 1917 года и до упразднения большевиками имперской судебной системы. Гласный Киевской городской думы.
Член Комитета Киевской городской публичной библиотеки в 1912 г. Член Городской Железнодорожной и Училищной комиссии, Комиссии по заведыванию Троицким народным домом.
Член Верховного совета Великого востока народов России, кооптирован в совет в 1912 году.
В 1917 году стал председателем Всеукраинской партии конституционных демократов. Играл значительную роль в украинской политике в первый послереволюционный год. По словам А.А.Гольденвейзера Д.Н.Григорович-Барский - "один из самых видных и уважаемых киевских деятелей", избранный в Исполнительный комитет Совета объединенных общественных организаций г. Киева, через который осуществлялась власть Временного правительства. "Григорович-Барский был ... признанный лидер киевских кадетов. И это его кадетство по условиям момента, к сожалению, мешало ему пользоваться тем влиянием в комитете, которого он заслуживал. При величайшем личном уважении левое большинство комитета не могло все же оказывать ему достаточного политического доверия. А между тем это был, несомненно, наиболее дельный человек в нашей среде".
В 1922 году эмигрировал в Германию, затем во Францию (1926) и в США (1939). С 1941 года жил в Чикаго. В Берлине работал в русских издательствах. Во Франции и США играл видные роли в среде русской эмиграции. Был председателем Объединения русских адвокатов в Париже и товарищем председателя Чикагского комитета Толстовского фонда.

## Семья
Первая жена — Лидия Васильевна Липская. Старшина Киевского общественного собрания в 1912 г.
Их дети:
- Ирина (01.10.1893). В замужестве Севрук[7].
- Глеб (2/15.05.1901, Городище ок. Киева — 13.11.1984 Джорданвилль, Нью-Йорк), участник Белого движения в составе Добровольческой армии, в эмиграции в США[8].
- Всеволод
- Дмитрий (28.08.1909, Киев - 12.01.1996, Прага)  —  чехословацкий танцор и хореограф. Пережил Освенцим.

Вторая жена — детский врач Фрида Абрамовна Гинзбург (1874-1962), сестра известного юриста Елены Гальпериной-Гинзбург.